# Segalerva
Segalerva es un barrio que pertenece al distrito Centro de Málaga, España. Según la delimitación oficial del ayuntamiento, limita al este con los barrios de Las Flores y San Miguel; al sur con los barrios de Capuchinos y El Molinillo; y al oeste y al norte con el barrio de Ciudad Jardín.
Segalerva es también el apellido de una familia vinculada con la ciudad de Málaga y su historia en los últimos siglos. Aportando a la misma escritores, políticos, mecenas y hombres y mujeres de ciencia que dedicaron su vida a la difusión y desarrollo de la capital. Colaboraron con el desarrollo de la ciudad, tanto con sus aportaciones socioculturales y políticas, como con la cesión y donación de los terrenos que habían pertenecido a la familia, para el uso de la ciudad, terrenos ubicados en la zona que en la actualidad ocupa la barriada del mismo nombre.

## Edificios de interés
Entre los edificios notables de este barrio destacan el Antiguo Cuartel de Segalerva y la vivienda Los Pinos, ambos de principios del siglo XX.

## Transporte
En autobús queda conectado mediante las siguientes líneas de la EMT: 
| Línea | Trayecto                                   | Recorrido | Frecuencia    |
| ----- | ------------------------------------------ | --------- | ------------- |
| C1    | Circular 1                                 | Recorrido | 12 minutos    |
| C2    | Circular 2                                 | Recorrido | 11-12 minutos |
| 1     | Parque del Sur - Avda. Europa (San Andrés) | Recorrido | 8-9 minutos   |
| 26    | Alameda Principal - Alegría de la Huerta   | Recorrido | 15 minutos    |
| 30    | Alameda Principal - Mangas Verdes          | Recorrido | 45-50 minutos |
| N2    | Plaza de la Marina - Circular              | Recorrido | 50-55 minutos |